# 1950 a jogalkotásban
1950-ben az alábbi jogszabályokat alkották meg:

## Magyarország

### Törvények (5)
- 1950. évi I. törvény 	 a helyi tanácsokról
- 1950. évi II. törvény 	 a büntetőtörvénykönyv általános részéről
- 1950. évi III. törvény 	 az 1951. évi állami költségvetésről
- 1950. évi IV. törvény 	 a Magyar Népköztársaság Alkotmányának módosításáról
- 1950. évi V. törvény 	 a béke védelméről

### Törvényerejű rendeletek (48)
- Forrás: Törvényerejű rendeletek teljes listája (1949-1989)

- 1950. évi 1. tvr. augusztus 20. napjának a Népköztársaság ünnepévé nyilvánításáról (január 25.)
- 1950. évi 2. tvr. az államigazgatás gazdálkodásának, számvitelének és a gazdálkodás ellenőrzésének reformjáról (január 25.)
- 1950. évi 3. tvr. egyes bűnvádi eljárási rendelkezésekről (jan. 25.)
- 1950. évi 4. tvr. a tervgazdálkodás büntetőjogi védelméről (febr. 16.)
- 1950. évi 5. tvr. az Államvédelmi Hatóság szervezésével kapcsolatos egyes katonai igazságügyi kérdésekről (febr. 16.)
- 1950. évi 6. tvr. a letartóztatóintézeti alkalmazottaknak katonai büntető jogszabályok hatálya alá helyezéséről (febr. 24.)
- 1950. évi 7. tvr. egyes megyei bíróságok és járásbíróságok megszüntetéséről, székhelyük és területük megváltoztatásáról, valamint új megyei bíróságok és járásbíróságok felállításáról (márc. 25.)
- 1950. évi 8. tvr. a tiszteletbeli konzuli megbízatások megszüntetéséről (márc. 25.)
- 1950. évi 9. tvr. a felszabadulás ötödik évfordulója alkalmából közkegyelem gyakorlása tárgyában (márc. 25.)
- 1950. évi 10. tvr. április 4-ének, Magyarország felszabadulása napjának nemzeti ünneppé nyilvánításáról (április 2.)
- 1950. évi 11. tvr. a foglyok megszökésének büntetés alá helyezése tárgyában (ápr. 2.)
- 1950. évi 12. tvr. a bűnvádi ügyekben a vizsgálat megszüntetéséről (április 2.)
- 1950. évi 13. tvr. a Párisban 1947. évi július hó 5-én kelt „Egyetemes postaegyezmény” kihirdetéséről (máj. 7.)
- 1950. évi 14. tvr. az Atlantic Cityben az 1947. évi október hó 2. napján kelt „Nemzetközi Távközlési Egyezmény” kihirdetése tárgyában (máj. 7.)
- 1950. évi 15. tvr. a mezőgazdasági növények kártevői és betegségei elleni védelemről Magyarország és Csehszlovákia között Prágában, az 1949. évi július hó 23. napján kötött egyezmény közzétételéről (máj. 7.)
- 1950. évi 16. tvr. a bírósági és közigazgatási iratok, valamint a bírósági, gyámpénztári, köz-igazgatási és pénzügyi letétek kölcsönös kiszolgáltatása tárgyában a Csehszlovák Köztársasággal Vysoké Tatryban az 1950. évi február hó 22. napján kötött egyezmény kihirdetéséről (máj. 7.)
- 1950. évi 17. tvr. a magyar-csehszlovák gazdasági kapcsolatok ideiglenes rendezése tárgyában, Prágában az 1949. évi április hó 23. napján kötött Megállapodás kihirdetéséről (máj. 18.)
- 1950. évi 18. tvr. a katonai személyek házasságkötésével kapcsolatos egyes rendelkezések tárgyában (máj. 18.)
- 1950. évi 19. tvr. a közigazgatási panaszjog megszűnése tárgyában (jún. 15.)
- 1950. évi 20. tvr. a honvédségi védőkre vonatkozó egyes rendelkezések módosításáról (június 15.)
- 1950. évi 21. tvr. a pedagógiai főiskolákról (jún. 25.)
- 1950. évi 22. tvr. a jogszabályoknak, továbbá az államhatalom és államigazgatás legfelsőbb szervei határozatainak közzététele tárgyában (június 30.)
- 1950. évi 23. tvr. az egyetemi hittudományi karoknak az egyházak részére való átadása tárgyában (jún. 30.)
- 1950. évi 24. tvr. a társadalmi tulajdon büntetőjogi védelméről (júl. 14.)
- 1950. évi 25. tvr. a közforgalmú gyógyszertárak állami tulajdonba vételéről (júl. 28.)
- 1950. évi 26. tvr. az ország területének elhagyására vonatkozó büntető rendelkezések kiegészítéséről (júl. 12.) – a többi tvr.-rel szemben ez a jogszabály szigorúan titkos minősítést kapott, nem jelent meg a Magyar Közlönyben. Helyette ugyanezzel a sorszámmal egy másik tvr. jelent meg nyilvánosan:
- 1950. évi 26. tvr. a Magyar Nemzeti Bankról (júl. 30.)
- 1950. évi 27. tvr. a „Magyar Népköztársaság kiváló művésze” és a „Magyar Népköztársaság érdemes művésze” cím adományozása tárgyában (júl. 30.)
- 1950. évi 28. tvr. az Ipari Szaktanárképző Intézetről (júl. 30.)
- 1950. évi 29. tvr. a levéltárakról (júl. 30.)
- 1950. évi 30. tvr. a tervszerű devizagazdálkodással kapcsolatos szabályokról (aug. 2.)
- 1950. évi 31. tvr. a helyi tanácsok tagjainak választásáról (aug. 6.)
- 1950. évi 32. tvr. az állami vállalatokról (aug. 6.)
- 1950. évi 33. tvr. az ötszázezer forintot el nem érő pót- és rendkívüli hitelek engedélyezéséről (aug. 6.)
- 1950. évi 34. tvr. a szerzetesrendek működési engedélyéről (szept. 7.)
- 1950. évi 35. tvr. a Budapesti Tudományegyetem elnevezéséről (szept. 17.)
- 1950. évi 36. tvr. az állami társadalombiztosítás szervezetéről (szept. 23.)
- 1950. évi 37. tvr. november 7. napjának, a Nagy Októberi Szocialista Forradalom évfordulójának állami ünneppé nyilvánításáról (okt. 29.)
- 1950. évi 38. tvr. a katonai büntetőbíróságok hatáskörének kiterjesztéséről (okt. 29.)
- 1950. évi 39. tvr. a büntetőtörvénykönyv általános részének hatálybaléptetéséről (nov. 12.)
- 1950. évi 40. tvr. az ipari technikumokról (nov. 12.)
- 1950. évi 41. tvr. a közgazdasági középiskoláról (nov. 12.)
- 1950. évi 42. tvr. az óvónőképzésről (nov. 12.)
- 1950. évi 43. tvr. a tanítóképzésről (nov. 12.)
- 1950. évi 44. tvr. újrendszerű tudományos fokozat bevezetése és elnyerésének szabályozása tárgyában (nov. 26.)
- 1950. évi 45. tvr. egyes házasságjogi szabályok módosítása tárgyában (nov. 26.)
- 1950. évi 46. tvr. az igazságügyi szervezettel kapcsolatos hatásköri és eljárási szabályok módosításáról (dec. 10.)
- 1950. évi 47. tvr. a pénzügyi bűncselekményekről (dec. 10.)
- 1950. évi 48. tvr. a külföldön tartózkodó magyar állampolgárok részére az 1950. évi 9. tvr. alapján adható közkegyelem határidejének meghosszabbítása tárgyában (dec. 17.)

### Minisztertanácsi rendeletek
- 23/1950. (I. 21.) MT rendelet a Szovjetunió részére átadott magyarországi német vagyonnal kapcsolatos igényekről szóló 15720/1947. (1948. I. 4.) Korm. rendelet újabb kiegészítése tárgyában
- 42/1950. (I. 31.) MT  rendelet a kereskedelmi forgalomba kerülő toll feldolgozásának szabályozása tárgyában
- 54/1950. (II. 12.) MT  rendelet a külföldi gyógyszerkülönlegességek és az emberorvoslásban használatos bakteriológiai természetű védőoltó, gyógyító és kór jelző (diagnosztikai) készítmények forgalomba hozatalára vonatkozó jogszabályok kiegészítéséről
- 58/1950. (II. 18.) MT rendelet   a kórházaknak és egyéb egészségügyi intézményeknek, valamint a hatósági orvosoknak és a magánorvosoknak a nemi betegekre vonatkozó adatszolgáltatási kötelezettségéről
- 61/1950. (II. 23.) MT rendelet a geodéziai adatok kiszolgáltatásának korlátozásáról
- 64/1950. (II. 28.) MT rendelet a gyógyszeralapanyagok, kiszerelt gyógyszerek és serobakteriológiai készítmények, valamint a kötszerek anyaggazdálkodási hatáskörének átruházásáról
- 84/1950. (III. 25.) MT rendelet a magyarországi német lakosság áttelepítésével kapcsolatban kibocsátott korlátozó rendelkezések alkalmazásának megszüntetéséről
- 102/1950. (IV. 4.) MT rendelet  az egyesülésekről
- 121/1950. (IV. 25.) MT rendelet a belföldi származású árucikkek kötelező megjelölése és egyes árucikkek márkázása tárgyában
- 130/1950. (V. 3.) MT rendelet a holtnak nyilvánítási eljárás során kibocsátott hirdetmény közzétételének korlátozásáról
- 154/1950. (VI. 3.) MT rendelet a közúti közlekedés rendjének biztosítása tárgyában
- 177/1950. (VI. 25.) MT rendelet  a központi fűtő- és melegvízszolgáltató berendezések üzembentartásáról
- 203/1950. (VIII. 8.) MT rendelet az állati hullák feldolgozásáról
- 209/1950. (VIII. 20.) MT rendelet  a bentlakásos intézetek és a tanműhelyek egyes egészségügyi kérdéseinek szabályozásáról
- 231/1950. (IX. 7.) MT rendelet a feloszlatott egyesületek egyes vagyoni viszonyainak rendezéséről
- 244/1950. (X. 1.) MT rendelet az állami ingatlanvagyon tulajdonjoga, kezelése, nyilvántartása és forgalma tárgyában

### Egyéb fontosabb jogszabályok
- 50 700/1950. (VIII. 10.) IM rendelet a bírósági és egyéb igazságügyi hirdetmények, valamint a kereskedelmi társaságok hirdetményeinek közzététele tárgyában;